# Zavrelimyia pectinata
Zavrelimyia pectinata är en tvåvingeart som först beskrevs av Jean-Jacques Kieffer 1923.  Zavrelimyia pectinata ingår i släktet Zavrelimyia och familjen fjädermyggor.
Artens utbredningsområde är Tjeckien. Inga underarter finns listade i Catalogue of Life.